# Jon Fosse
Jon Fosse (født 29. september 1959 i Haugesund) er en norsk forfatter og dramatiker. Han har udgivet romaner, skuespil og digtsamlinger og modtaget en række hædersbevisninger, og ikke mindst Nobelprisen i litteratur  i 2023.

## Opvækst og uddannelse
Jon Fosse er uddannet cand.philol. med litteraturvidenskab som hovedfag fra universitetet i Bergen.
Med en opvækst blandt pietistiske forældre og en pacifistisk bedstefar har religionen spillet en stor rolle under Jon Fosses opvækst, til han som teenager meldte sig ud af den norske folkekirke og flyttede til Bergen for at læse på universitetet. Efter omtrent 20 års pause meldte Fosse sig dog ind i folkekirken igen og konverterede senere til katolicismen.
Fosse bor i den norske stats æresbolig i Oslo.

## Forfatterskab
Jon Fosses forfatterskab er rigt og mangfoldigt og rummer både romaner, essays, digte, skuespil, børnebøger og billedbøger. Han skaber med sin sproglige rytmik og musikalitet blandet med en syntaktisk og semantisk gentagelsesteknik en særegen og karakteristisk litterær stil, som på tværs af genrer er genkendelig og går igen i samtlige værker. Flere af hans romaner er karakteriseret ved ikke at indeholde punktummer (Andrake, Septologien).
Ligesom Fosse selv voksede op i en lille bykommune på den norske vestkyst, udspiller hovedparten af værkerne sig også i mindre byer og randområder på vestkysten.
Forholdet til religionen præger forfatterskabet. Navnlig spørgsmålet om troen og Guds væsen optager flere af Fosses romankarakterer som lavmælte tankeprocesser i hverdagens konkrete og almindelige livssituationer.
Mange af hans mere end 50 værker er oversat til over 40 sprog, og hans skuespil er blevet opført over det meste af verden.

## Udvalgte værker

### Romaner
- Melancholia I-II (1995-1996, dansk: 2003)
- Vinter (2000, dansk: 2013)
- Morgen og aften (2000, dansk: 2001)
- Det er Ales (2006)
- Bådehuset (2007)
- Andvake (tre fortællinger)
  - Andvake (2007, dansk: 2010)
  - Olavs drømme (2012, dansk: 2015)
  - Kveldsvævd (2012, dansk: 2015)
- Septologien
  - Det andet navn (2019, dansk to bind: 2019)
  - Jeg er en anden (2020, dansk tre bind: 2020)
  - Et nyt navn (2021, dansk to bind: 2021)
- Hvidhed (2023, dansk: 2023)

Jon Fosse udgives i Danmark af forlaget Batzer & Co.

### Skuespil
Danske opførelser i parentes.
- Nogen vil komme (CaféTeatret, 1998)[3]
- En drøm om efteråret (Odense Teater, 2000)[4]
- Vinter (Rialto, 2001)[5]
- Navnet (Katapult, 2003)[6]
- Sa ka la (Aarhus Teater, 2004)[7]
- Besøg (2013)
- Mor og barn (2013)
- Jeg er vinden (Aalborg Teater, 2021)[8]

### Priser
- 1992, 1998 & 2003: Nynorsk litteraturpris
- 1996: Ibsenprisen
- 1997: Aschehougprisen
- 1999: Doblougprisen
- 2003: Norsk kulturråds ærespris
- 2005: Brageprisen
- 2007: Svenska Akademiens nordiske litteraturpris
- 2010: Den internationale Ibsenpris
- 2014: European Prize for Literature
- 2015: Nordisk Råds Litteraturpris
- 2023: Nobelprisen i litteratur